# Ornithogalum regale
Ornithogalum regale är en sparrisväxtart som först beskrevs av Olive Mary Hilliard och Brian Laurence Burtt, och fick sitt nu gällande namn av John Charles Manning och Peter Goldblatt. Ornithogalum regale ingår i släktet stjärnlökar, och familjen sparrisväxter. Inga underarter finns listade i Catalogue of Life.